# Michael Teruel
Michael David Teruel (* 1. Februar 1970 in Buffalo, Vereinigte Staaten) ist ein ehemaliger philippinischer Skirennläufer.

## Biografie
Teruel wurde als Sohn philippinischer Einwanderer geboren, wodurch er neben der US-amerikanischen auch die philippinische Staatsbürgerschaft besitzt.
Bereits 1988 konnte Teruel sich für die Olympischen Winterspiele zu qualifizieren, konnte schlussendlich jedoch nicht starten. Im darauffolgenden Jahr nahm Teruel als dritter Philippiner nach Juan Cipriano und Ben Nanasca an einer Weltmeisterschaft teil. In Vail belegte er als bestes Ergebnis den 28. Platz im Slalom, bis heute das beste Ergebnis eines philippinischen Skirennläufers bei einem internationalen Großereignis.
1990 nahm er an den Winter-Asienspielen in Sapporo teil und belegte die Plätze 11 und 15 im Slalom bzw. Riesenslalom.
Zwei Jahre später konnte Teruel schließlich doch noch an Olympischen Winterspielen teilnehmen. In Albertville 1992 erreichte er als bestes Ergebnis Rang 49 im Slalom.
Danach ist er nicht mehr als Skirennläufer in Erscheinung getreten.

## Erfolge

### Olympische Winterspiele
- Albertville 1992: 49. Slalom, 71. Riesenslalom

### Weltmeisterschaften
- Vail 1989: 28. Slalom, 59. Riesenslalom, 88. Super-G[4][5]

### Winter-Asienspiele
- Sapporo 1990: 11. Slalom, 15. Riesenslalom